# Sclerosperma mannii
Sclerosperma mannii là loài thực vật có hoa thuộc họ Arecaceae. Loài này được H.Wendl. miêu tả khoa học đầu tiên năm 1864.